# Platorchestia chathamensis
Platorchestia chathamensis är en kräftdjursart som beskrevs av Edward Lloyd Bousfield 1982. Platorchestia chathamensis ingår i släktet Platorchestia och familjen tångloppor. Inga underarter finns listade i Catalogue of Life.